# Championnat de France de futsal FIFA
Cet article concerne la compétition organisée selon les règles FIFA. Pour celle organisée selon les règles AMF, voir championnat de France de futsal AMF.
Le Championnat de France de futsal dénommé « Division 1 », est une compétition nationale de futsal organisée par la Fédération française de football. Il représente le premier échelon de cette discipline en France. Il se déroule annuellement sous forme d'un championnat opposant douze clubs amateurs. Une saison du championnat commence à la fin de l'été et se termine au printemps suivant, à l'issue d'une phase finale. Cette dernière est supprimée à partir de la saison 2019-2020.
La première journée de la saison inaugurale a lieu le 21 octobre 2007. Nommé « Challenge national Futsal » lors des deux premières éditions, celui-ci avait pour but de lancer la compétition. En 2009, la FFF décide de garder les 24 meilleurs clubs répartis en deux poules pour le nouveau « Championnat de France futsal ». En 2013, avec la création d’une deuxième division nationale, la compétition prend le nom de « Division 1 », avec douze participants. Jusqu'en 2019, chaque édition se termine par une finale, ou phase finale, désignant le champion national, représentant la France en Ligue des champions de futsal de l'UEFA.
Le Sporting Paris est le club le plus titré avec cinq sacres de champion de France. Le Sporting détient aussi le record du nombre de titres consécutifs (quatre entre 2011 et 2014).

## Historique
En 2007, la Fédération française de football décide de mettre en place une compétition nationale de futsal dans le but de renforcer l'équipe de France. La première édition comprend dix-huit clubs issus des six Ligues régionales les plus compétitives. Le 21 octobre 2007, la première journée du Challenge national est jouée. La seconde édition est ouverte aux autres Ligues régionales et comprend 42 équipes.
Pour la saison 2009-2010, la FFF modifie son format et renomme la compétition « Championnat de France ». Les 24 meilleures équipes de l'exercice précédent sont conservées. Le champion de France devient le nouveau représentant français en Coupe de futsal de l'UEFA la saison suivante, à la place du vainqueur de la Coupe de France. De 2009 à 2013, les clubs participants sont répartis en deux groupes, théoriquement de douze, dont les premiers s'affrontent en finale.
Au terme de l'exercice 2010-2011, le Sporting Paris remporte son premier titre de champion au profit du Paris Métropole. Le SC Paris dispose alors d'un budget de 180 000 € pour le futsal et le Paris Métropole bénéficie d'une enveloppe de 200 000 €. Ces sommes sont alors comparables à celles d'équipes de CFA 2 (5e division) en football à 11.
En fin de saison 2012-2013, durant laquelle deux clubs sont exclus, le président du FC Erdre déclare : « Le futsal français de haut niveau a deux vitesses. D'un côté, il y a les clubs déjà très bien organisés, (...) de l'autre, il y a les équipes de copains, sans aucune structure derrière. (...) Pas mal d'équipes sont arrivées en première division grâce au talent brut de quelques joueurs, poursuit Mathias Juvé, mais désormais ça ne suffit plus ».
À partir de la saison 2013-2014, le Championnat de France de futsal se dote officiellement d’une poule unique de douze clubs et est renommé « Division 1 ». L'objectif est d'augmenter le niveau de la première division et de resserrer l'écart entre les équipes. Ceci avec des règles administratives et de sécurité plus strictes, pour éviter notamment les usurpations d'identité et invasions de terrain rencontrées auparavant.
Pour la première édition de Division 1, le championnat se joue à treize équipes après la réintégration du club de Kremlin-Bicêtre United, à la suite de la levée de sanctions contre le club. En février 2014, Jean-Marc Benammar, ancien secrétaire général du club Paris Métropole Futsal, déclare : « En championnat de France de futsal, il y a quatre clubs qui survolent le championnat (Paris Sporting Club, Cannes Bocca, Kremlin United et Erdre Atlantique) et ils tournent à une moyenne de 200 000, 300 000 euros de budget annuel. C'est l’équivalent d’un club de promotion d’honneur » de football traditionnel.

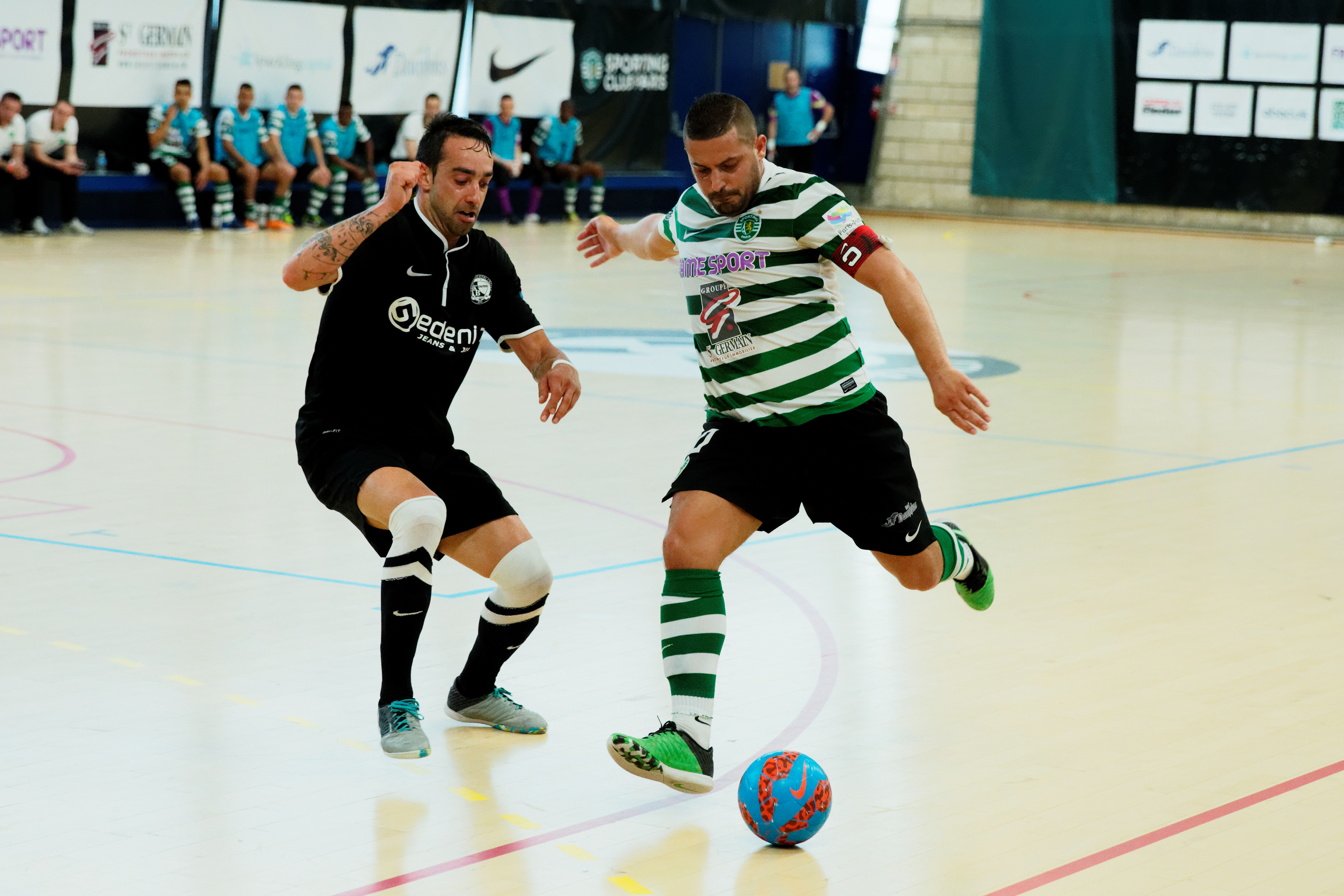
Sporting Club de Paris face au Kremlin-Bicêtre United en demi-finale du championnat de France 2015

L'année suivante, le championnat se déroule à 11 clubs uniquement, sans le club phare de Cannes Bocca Futsal. À la suite de difficultés financières, les sudistes déclarent forfait,.
De 2010-11 à 2013-14, le Sporting Paris set sacré quatre fois consécutivement, un record. Le Kremlin-Bicêtre est en passe d'égaler la performance en 2017, après deux nouveaux titres en plus de celui de 2010, met perd en finale contre Garges Djibson.
En 2018, le président de la FFF, Noël Le Graët structure les équipes de D1, avec l’apparition de « licences club », offrant une dotation de 20 000 euros annuels aux clubs à condition qu’elles créent et développent des sections jeunes, forment des référents de sécurité, des éducateurs, des arbitres.
En 2018-2019, le Toulon Élite met fin à dix ans de suprématie des équipes d'Île-de-France.
En 2024, les clubs de l’élite bénéficient désormais d’une aide située 80 000 et 120 000 euros. « En Europe, hormis l’Espagne avec sa ligue professionnelle et ses droits télévisés, la France est le pays qui accompagne le plus ses clubs financièrement », assure Philippe Lafrique, président de la FFF.

## Palmarès

### Palmarès par édition
| #                     | Saison             | Lieu finale                                                                    | Champion                                                                       | Vice-champion                                                                  | Score                                                                          | Affluence                                                                      |
| Challenge national    | Challenge national | Challenge national                                                             | Challenge national                                                             | Challenge national                                                             | Challenge national                                                             | Challenge national                                                             |
| --------------------- | ------------------ | ------------------------------------------------------------------------------ | ------------------------------------------------------------------------------ | ------------------------------------------------------------------------------ | ------------------------------------------------------------------------------ | ------------------------------------------------------------------------------ |
| 1                     | 2007-2008          | Épernay                                                                        | Roubaix Futsal                                                                 | Lyon Footzik                                                                   | 7 - 6                                                                          | 200                                                                            |
| 2                     | 2008-2009          | Oyonnax                                                                        | Issy Futsal                                                                    | Sporting Paris                                                                 | 2 - 1                                                                          | 200                                                                            |
| Championnat de France |                    |                                                                                |                                                                                |                                                                                |                                                                                |                                                                                |
| 3                     | 2009-2010          | Paris                                                                          | Kremlin-Bicêtre United                                                         | Sporting Paris                                                                 | 3-3 tab 5-4                                                                    | 1 300                                                                          |
| 4                     | 2010-2011          | Angers                                                                         | Sporting Paris                                                                 | Paris Métropole                                                                | 9 - 8 ap                                                                       | 750                                                                            |
| 5                     | 2011-2012          | Villeneuve-d'Ascq                                                              | Sporting Paris (2)                                                             | Paris Métropole                                                                | 5 - 4                                                                          | 1 100                                                                          |
| 6                     | 2012-2013          | Toulon                                                                         | Sporting Paris (3)                                                             | FC Erdre-Atlantique                                                            | 3 - 0                                                                          | 2 000                                                                          |
| Division 1            |                    |                                                                                |                                                                                |                                                                                |                                                                                |                                                                                |
| 7                     | 2013-2014          | -                                                                              | Sporting Paris (4)                                                             | Cannes Bocca                                                                   | pas de play-off                                                                | pas de play-off                                                                |
| 8                     | 2014-2015          | Caen                                                                           | Kremlin-Bicêtre United (2)                                                     | Toulon TE                                                                      | 5-5 tab 5-4                                                                    | 1 200                                                                          |
| 9                     | 2015-2016          | Kremlin-Bicêtre                                                                | Kremlin-Bicêtre United (3)                                                     | Garges Djibson                                                                 | 4 - 3                                                                          | huis-clos                                                                      |
| 10                    | 2016-2017          | Saint-Brieuc                                                                   | Garges Djibson                                                                 | Kremlin-Bicêtre futsal                                                         | 5 - 4                                                                          | 500                                                                            |
| 11                    | 2017-2018          | Dunkerque                                                                      | Kremlin-Bicêtre futsal (4)                                                     | Toulon EF                                                                      | 3 - 1                                                                          |                                                                                |
| 12                    | 2018-2019          | Toulon                                                                         | Toulon EF                                                                      | ACCES FC                                                                       | 4 - 3 ap                                                                       | 3 500                                                                          |
| 13                    | 2019-2020          | Compétition arrêtée en raison de la pandémie de Covid-19 ; titre non attribué. | Compétition arrêtée en raison de la pandémie de Covid-19 ; titre non attribué. | Compétition arrêtée en raison de la pandémie de Covid-19 ; titre non attribué. | Compétition arrêtée en raison de la pandémie de Covid-19 ; titre non attribué. | Compétition arrêtée en raison de la pandémie de Covid-19 ; titre non attribué. |
| 14                    | 2020-2021          | -                                                                              | ACCS Asnières Villeneuve 92                                                    | Mouvaux Lille MF                                                               | pas de play-off                                                                | pas de play-off                                                                |
| 15                    | 2021-2022          | -                                                                              | Sporting Paris (5)                                                             | Mouvaux Lille MF                                                               | pas de play-off                                                                | pas de play-off                                                                |
| 16                    | 2022-2023          | Caen                                                                           | Étoile lavalloise                                                              | Sporting Paris                                                                 | 5 - 3                                                                          | 2 950                                                                          |
| 17                    | 2023-2024          | Nancy                                                                          | Étoile lavalloise                                                              | Nantes Métropole Futsal                                                        | 7 - 1                                                                          |                                                                                |
| 18                    | 2024-2025          | Salle de la Trocardière                                                        | Étoile lavalloise                                                              | GOAL Futsal                                                                    | 4 - 2                                                                          |                                                                                |

### Palmarès par club
| Rang | Club                        | Titres                           | Vice-champion        |
| ---- | --------------------------- | -------------------------------- | -------------------- |
| 1    | Sporting Paris              | 5 (2011, 2012, 2013, 2014, 2022) | 3 (2009, 2010, 2023) |
| 2    | Kremlin-Bicêtre             | 4 (2010, 2015, 2016, 2018)       | 1 (2017)             |
| 3    | Étoile lavalloise           | 3 (2023, 2024, 2025)             | -                    |
| 4    | Issy/Paris Métropole        | 1 (2009)                         | 2 (2011, 2012)       |
| 4    | Toulon EF                   | 1 (2019)                         | 2 (2015, 2018)       |
| 6    | ACCS Asnières Villeneuve 92 | 1 (2021)                         | 1 (2019)             |
| 6    | Garges Djibson ASC          | 1 (2017)                         | 1 (2016)             |
| 8    | Roubaix Futsal              | 1 (2008)                         | -                    |
| 9    | Mouvaux Lille MF            | -                                | 2 (2021, 2022)       |
| 10   | Lyon Footzik                | -                                | 1 (2008)             |
| 10   | FC Erdre-Atlantique         | -                                | 1 (2013)             |
| 10   | Cannes Bocca                | -                                | 1 (2014)             |
| 10   | Nantes Métropole Futsal     | -                                | 1 (2024)             |

## Statistiques et records

### Matchs
Le record d'affluence est battu  lors de la cinquième journée de la saison 2021-2022, en novembre 2021, par l'Étoile lavalloise. Lors de la réception de Béthune à l'Espace Mayenne, 3 051 spectateurs constituent le record d’affluence en Championnat (hors play-off), loin devant la rencontre Montpellier-Kremlin Bicêtre en mars 2017 (2 521 spectateurs au Palais des Sports René-Bougnol). Le record d’affluence dans la compétition reste la finale de 2018-2019 à Toulon entre le TEF et l'ACCES FC (3.500 spectateurs le 25 mai 2019). Celui national est le barrage aller qualificatif pour l’Euro 2018, France-Croatie à Orchies le 12 septembre 2017 (3.872 spectateurs).
Le 3 novembre 2019, l'ACCS Futsal Club 92 bat le record du plus large succès. Contre le Roubaix AFS, le premier recevant le dernier du classement, le club parisien l'emporte 18-1, record d’écart depuis l’instauration d’une poule unique de D1 en 2013-2014. Le record précédent est détenu par deux clubs : le Sporting Club de Paris contre l’ASL Clenay (16-0 en 2014-2015) et le Kremlin-Bicêtre United face au FC Picasso Echirolles (19-3 en 2016-2017) avec un écart de seize buts.
Mais le match le plus prolifique en buts est celui opposant Garges Djibson au Nantes Erdre Futsal en 2016-2017 avec 27 buts inscrits (16-11). Cependant, des clubs remportent des succès plus large lorsque le championnat de France de futsal compte deux groupes et un niveau de jeu moins homogène. En 2011-2012, l’UJS Toulouse bat l’AS Charreard par un écart de vingt buts (21-1).
| Matchs remarquables par saison depuis 2013 | Matchs remarquables par saison depuis 2013           | Matchs remarquables par saison depuis 2013          |
| Saison                                     | Plus large victoire                                  | Match le plus prolifique                            |
| ------------------------------------------ | ---------------------------------------------------- | --------------------------------------------------- |
| 2013-2014                                  | +12 (SC Paris 15-3 FC Erdre Atlantique)              | 27 (SC Paris 18-9 Kremlin-Bicêtre Utd)              |
| 2014-2015                                  | +16 (SC Paris 16-0 ASL Clenay)                       | 16 (quatre matchs)                                  |
| 2015-2016                                  | +16 (Kremlin-Bicêtre Utd 19-3 FC Picasso Echirolles) | 22 (Kremlin-Bicêtre Utd 19-3 FC Picasso Echirolles) |
| 2016-2017                                  | +8 (FC Béthune 9-1 FC Picasso Echirolles)            | 27 (Garges Djibson 16-11 Nantes Erdre Futsal)       |
| 2017-2018                                  | +11 (trois matchs)                                   | 17 (UJS Toulouse 3-14 Kremlin-Bicêtre Utd)          |
| 2018-2019                                  | +13 (Bastia AF 0-13 Acces FC)                        | 15 (deux matchs)                                    |
| 2019-2020                                  | +17 (ACCS Futsal Club 92 18-1 Roubaix AFS)           | 19 (ACCS Futsal Club 92 18-1 Roubaix AFS)           |

### Clubs
En 2021, le Sporting Paris et le Kremlin-Bicêtre détiennent le record de titre remportés. Le Sporting possède le record de titres consécutifs avec quatre sacres de suite entre 2011 et 2014. Outre la première édition 2007-08, les neuf éditions suivantes sont remportées par des clubs de la Ligue Paris-Île de France.
Le record de buts inscrits en une saison est établi en 2009-2010 par le SC Paris (220 buts en 24 matches). Avec 39 buts concédés en 2020-2021, l’ACCS Asnières-Villeneuve 92 est la meilleure défense de l’histoire du championnat.
| # | Nbr saisons | Club            | Période(s)  | Titres | Création |
| - | ----------- | --------------- | ----------- | ------ | -------- |
| 1 | 16          | Sporting Paris  | depuis 2008 | 5      | 1984     |
| 2 | 15          | Kremlin-Bicêtre | depuis 2022 | 4      | 2002     |
| 3 | 14          | Garges Djibson  | 2007 à 2021 | 1      | 2008     |
| - | 14          | Béthune Futsal  | depuis 2010 | -      | 2002     |
| 5 | 13          | Toulon ÉF       | depuis 2011 | 1      | 2008     |

## Personnalités

### Joueurs
Le Brésilien Betinho (Sporting Paris) est le meilleur buteur du championnat avec 288 buts inscrits. Il est aussi codétenteur du nombre de réalisations en un match avec dix unités marquées contre Strasbourg et Sauce carlésienne en 2010-2011, avec le Paragayen Nicolas Zaffe (Toulon) contre Nantes-Bela en 2015-2016.
| Meilleur buteur par édition | Meilleur buteur par édition | Meilleur buteur par édition | Meilleur buteur par édition | Meilleur buteur par édition |
| Saison                      | Club champion               | Meilleur buteur             | Nbr buts                    | Club                        |
| --------------------------- | --------------------------- | --------------------------- | --------------------------- | --------------------------- |
| 2007-2008                   | Roubaix Futsal              | n.c.                        |                             |                             |
| 2008-2009                   | Issy Futsal                 | n.c.                        |                             |                             |
| 2009-2010                   | Kremlin-Bicêtre United      | Betinho                     | 100                         | Sporting Paris              |
| 2010-2011                   | Sporting Paris              | Betinho (2)                 | 72                          | Sporting Paris (2)          |
| 2011-2012                   | Sporting Paris (2)          | Sofiane Benfatah            | 51                          | Montpellier Agglo           |
| 2012-2013                   | Sporting Paris (3)          | Betinho (3)                 | 48                          | Sporting Paris (3)          |
| 2013-2014                   | Sporting Paris (4)          | Diogo                       | 43                          | Sporting Paris (4)          |
| 2014-2015                   | Kremlin-Bicêtre United (2)  | Pupa                        | 38                          | Sporting Paris (5)          |
| 2015-2016                   | Kremlin-Bicêtre United (3)  | Nicolas Zaffe               | 36                          | Toulon EF                   |
| 2016-2017                   | Garges Djibson              | Jhow                        | 47                          | Toulon EF (2)               |
| 2017-2018                   | Kremlin-Bicêtre futsal (4)  | Renatinho                   | 33                          | Paris ACASA                 |
| 2018-2019                   | Toulon EF                   | Nito                        | 29                          | Toulon EF (3)               |
| 2019-2020                   | titre non attribué          | Wilmer Cabarcas             | 17                          | Nantes MF                   |
| 2020-2021                   | ACCS Asnières Villeneuve 92 | Nabil Alla                  | 29                          | Hérouville Futsal           |
| 2021-2022                   | Sporting Paris (5)          | Conrado Sampaio Santos      | 26                          | Béthune Futsal              |

### Entraîneurs
| Nom                 | Club              | Titres |
| ------------------- | ----------------- | ------ |
| Rodolphe Lopes      | Sporting Paris    | 5      |
| Nordine Benamrouche | Roubaix et Garges | 2      |
| Johann Legeay       | Kremlin-Bicêtre   | 2      |

| Entraîneur champion par édition | Entraîneur champion par édition | Entraîneur champion par édition |
| Saison                          | Club champion                   | Entraîneur champion             |
| ------------------------------- | ------------------------------- | ------------------------------- |
| 2007-2008                       | Roubaix Futsal                  | Nordine Benamrouche             |
| 2008-2009                       | Issy Futsal                     | Jean-Pierre Sabani              |
| 2009-2010                       | Kremlin-Bicêtre United          | Johann Legeay                   |
| 2010-2011                       | Sporting Paris                  | Rodolphe Lopes                  |
| 2011-2012                       | Sporting Paris (2)              | Rodolphe Lopes (2)              |
| 2012-2013                       | Sporting Paris (3)              | Rodolphe Lopes (3)              |
| 2013-2014                       | Sporting Paris (4)              | Rodolphe Lopes (4)              |
| 2014-2015                       | Kremlin-Bicêtre United (2)      | Hugo Sintra                     |
| 2015-2016                       | Kremlin-Bicêtre United (3)      | Danilo Martins                  |
| 2016-2017                       | Garges Djibson                  | Nordine Benamrouche (2)         |
| 2017-2018                       | Kremlin-Bicêtre futsal (4)      | Johann Legeay (2)               |
| 2018-2019                       | Toulon EF                       | Karim Deman-Marouani            |
| 2019-2020                       | titre non attribué              | titre non attribué              |
| 2020-2021                       | ACCS Asnières Villeneuve 92     | Jesús Velasco                   |
| 2021-2022                       | Sporting Paris (5)              | Rodolphe Lopes (5)              |

## Organisation

### Format de la compétition
| Période          | Nom                   | Format principal             | Nbr équipes |
| ---------------- | --------------------- | ---------------------------- | ----------- |
| 2007-2009        | Challenge national    | 2 à 7 groupes + phase finale | 18 et 42    |
| 2009-2013        | Championnat de France | 2 groupes + finale           | 24          |
| 2013-2019        | Division 1            | 1 groupe + play-off          | 12          |
| 2019-2022        | Division 1            | 1 groupe                     | 10 à 12     |
| à partir de 2022 | Division 1            | 1 groupe + play-off          | 12          |

Lors des deux premières éditions, les participants aux Challenges nationaux sont divisés en plusieurs groupes.
À la mise en place du Championnat de France en 2009, les 24 meilleures équipes sont retenues et réparties en deux groupes. Les trois derniers sont relégués au niveau régional et les premiers de chaque groupe sont qualifiés pour la finale désignant le champion national. Celui-ci représente la France lors de la Coupe de futsal de l'UEFA la saison suivante.
À l’issue de la saison 2012-2013, les six premiers des deux poules sont conservés pour former la Division 1, les six autres sont répartis dans les deux poules de Division 2,.
La Division 1 se joue en deux phases : régulière et finale. Pour la première, chaque club se rencontre deux fois en tournoi toutes rondes. Les deux derniers du classement sont relégués en D2 pour la saison suivante. Les quatre premiers prennent part à la phase finale sous la forme d'un tournoi à élimination directe. En demi-finale, le premier de la phase régulière reçoit, à domicile, le quatrième de même que le second avec le troisième. Les deux vainqueurs s'affrontent en finale pour déterminer le champion de France, qualifié en coupe d'Europe la saison suivante. Entre 2019-2020 et 2021-2022, la phase finale est supprimée et le champion est l'équipe première au terme de la phase régulière.
Le championnat de France de Division 1 Futsal 2022-2023 est marquée par le retour d'une phase finale à quatre équipes (demi-finales et finale) qui intervient au terme des vingt-deux journées aller-retour de la compétition.

### Clubs participants
La D1 2021-2022 est exceptionnellement composée de dix équipes (quatre équipe en moins, deux montées) dont huit sont situées dans la moitié Nord de la France.
| \| Toulon EF SC Paris ACASA Nantes MF Béthune Mouvaux UJS Toulouse Hérouville Kingersheim Laval \| Les clubs 2021-2022 |
| Toulon EF SC Paris ACASA Nantes MF Béthune Mouvaux UJS Toulouse Hérouville Kingersheim Laval                           |

| Club                   | Création | Nb saisons en D1 | Dernière montée | Entraîneur               | Résultat 2023-2024 | Salle                                       |
| ---------------------- | -------- | ---------------- | --------------- | ------------------------ | ------------------ | ------------------------------------------- |
| Étoile lavalloise      | 2006     | 4e               | 2021            | Manuel Moya              | 1er                | Espace Mayenne, Laval                       |
| Paris ACASA            | 2006     | 8e               | 2017            | Marcelo Serpa            | 2e                 | Gymnase des Fillettes, Paris                |
| Nantes MF              | 2017     | 8e               | 2017            | Fabrice Gacougnolle      | 3e                 | Complexe sportif Mangin-Beaulieu, Nantes    |
| Toulon EF              | 2008     | 14e              | 2011            | Felice Mastropierro      | 4e                 | Palais des sports, Toulon                   |
| UJS Toulouse           | 1991     | 8e               | 2017            | Jean-Christophe Martinez | 5e                 | Palais des sports André-Brouat, Toulouse    |
| Kremlin-Bicêtre futsal | 2002     | 16e              | 2022            | Maca                     | 6e                 | Gymnase Ducasse, Le Kremlin-Bicêtre         |
| Kingersheim Futsal     | 2015     | 4e               | 2021            | Jawad Belaïnoussi        | 7e                 | Salle polyvalente, Kingersheim              |
| Sporting Paris         | 1984     | 17e              | 2008            | Rodolphe Lopes           | 8e                 | Halle Georges-Carpentier, Paris             |
| GOAL Futsal Club       | 2007     | 2e               | 2023            | Nicolas Karilaos         | 9e                 | Gymnase Rosa Parks, Saint-Germain au-M.O    |
| Hérouville Futsal      | 2010     | 5e               | 2023            | Quentin Lecomte-Moulin   | 10e                | Gymnase Allende, Hérouville-St-Clair        |
| AS Avion Futsal        | 2009     | 1re              | 2024            | Moustafa Simoune         | 1er D2 A           | Palais des sports André-Brouat, Toulouse    |
| Montpellier MF         | 1998     | 3e               | 2024            | Mohamed Ghoubir          | 1er D2 B           | Palais des sports René Bougnol, Montpellier |

## Médias
Le 2 avril 2017, la rencontre pour le compte de la vingtième journée de l'édition 2016-2017 entre le Toulon TEF et le Sporting Paris est le premier match diffusé de l'histoire du championnat de France de futsal, sur Canal+ Sport. Après le succès de ce match, la chaîne cryptée diffuse la finale du championnat, commenté par Eric Huet.
Pour la saison 2021-2022, le championnat est entièrement diffusé. La Fédération française de football (FFF) s'associe à la société Sportall, spécialisée dans le développement de plateformes et d'applications de diffusion de sport en direct. La plateforme « Futsal Zone », dédiée à la discipline, est lancée.

## Clubs engagés dans d'autres compétitions

### Coupe d'Europe
De 2005 à 2009, le représentant français en Coupe de l'UEFA était le vainqueur de la Coupe de France, seule compétition nationale existante. Dès la mise en place du championnat en 2009, c'est le champion de France qui est qualifié en Coupe de l'UEFA, renommée Ligue des champions en 2019.
| Performances des clubs français compétition UEFA | Performances des clubs français compétition UEFA | Performances des clubs français compétition UEFA | Performances des clubs français compétition UEFA | Performances des clubs français compétition UEFA | Performances des clubs français compétition UEFA |
| Saison                                           | Club                                             | Tour préliminaire                                | Tour principal                                   | Tour élite                                       | Finale à 4                                       |
| ------------------------------------------------ | ------------------------------------------------ | ------------------------------------------------ | ------------------------------------------------ | ------------------------------------------------ | ------------------------------------------------ |
| 2010-2011 (en)                                   | Kremlin-Bicêtre United                           | 1er/4                                            | 4e/4                                             | -                                                | -                                                |
| 2011-2012 (en)                                   | Sporting Paris                                   | 2e/4                                             | -                                                | -                                                | -                                                |
| 2012-2013 (en)                                   | Sporting Paris                                   | 1er/4                                            | 3e/4                                             | -                                                | -                                                |
| 2013-2014                                        | Sporting Paris                                   | 1er/3                                            | 4e/4                                             | -                                                | -                                                |
| 2014-2015 (en)                                   | Sporting Paris                                   | -                                                | 1er/4                                            | 2e/4                                             | -                                                |
| 2015-2016 (en)                                   | Kremlin-Bicêtre Utd                              | 1er/4                                            | 2e/4                                             | 4e/4                                             | -                                                |
| 2016-2017                                        | Kremlin-Bicêtre Utd                              | -                                                | 4e/4                                             | -                                                | -                                                |
| 2017-2018                                        | Garges Djibson ASC                               | -                                                | 4e/4                                             | -                                                | -                                                |
| 2018-2019                                        | Kremlin-Bicêtre                                  | -                                                | 4e/4                                             | -                                                | -                                                |
| 2019-2020 (en)                                   | Toulon Élite                                     | 1er/4                                            | 2e/4                                             | -                                                | -                                                |
| 2020-2021                                        | ACCS AV 92                                       | Étoile rouge : 7-3                               | Pesaro : 2-2 tab 8-7                             | FC Barcelone 2-1                                 | -                                                |
| 2021-2022                                        | ACCS AV 92                                       | -                                                | 2e/4                                             | 2e/4                                             | 4e                                               |
| 2022-2023                                        | Sporting Paris                                   | -                                                | 4e/4                                             | -                                                | -                                                |

Alors que les clubs de Roubaix (Roubaix Futsal et l'AFS) monopolisent les victoires en Coupe nationale qualificatives pour la Coupe de l'UEFA, le passage au Championnat de France voit la domination des équipes d'Île-de-France. Le Sporting Paris et le Kremlin-Bicêtre futsal sont les clubs se qualifiant le plus en Coupe d'Europe par la voie du championnat, réalisant la performance à quatre reprises.
Le KBU est le premier à accéder par cette voie pour l'édition 2010-2011 et la seconde équipe française à passer le tour préliminaire. Le Sporting se qualifie ensuite durant quatre années consécutives. En 2014-2015, quand son coefficient UEFA lui permet d'entrée en lice au tour principal, le Sporting devient la première équipe française à accéder au Tour élite.
En 2015-2016, le Kremlin-Bicêtre se qualifie pour la seconde fois de son histoire et devient le premier club français à atteindre le Tour élite en entrant en lice à l'étape préliminaire.
En 2020-2021, l'ACCS AV 92 profite du nouveau format de la compétition à élimination directe, à cause de la pandémie de Covid-19, pour devenir la troisième équipe hexagonale à intégrer les seize meilleures équipes européennes d'une édition.

## Autres catégories

### Challenge national féminin (depuis 2022)
Au printemps 2020, la Fédération française de football prévoit la création d’un challenge national féminin. Mais la pandémie de Covid-19 en France empêche cela.
En début de saison 2021-2022, la FFF accueille pour la première fois en France la Copa Coca-Cola. Il s'agit d'une sorte de Coupe de France avec des étapes départementales et régionales, avant une finale à douze équipes au Centre technique national Fernand-Sastre. Le Nantes Métropole Futsal remporte la première édition. En décembre 2021, la Commission fédérale futsal de la FFF propose la création d’un Challenge National Féminin Futsal.
La compétition voit le jour pour la saison 2022-2023.

### Challenge national U18 (depuis 2023)
Pour la saison 2023-2024, après le Challenge National féminin l'année précédente, la Fédération française de football lance le Challenge National U18 Futsal. Initiée dans le cadre du plan de développement de la pratique du futsal, la compétition est ouverte à tous les clubs métropolitains régulièrement affiliés à la FFF, à raison d’une seule équipe par club. Le Challenge National U18 Futsal comprend une phase préliminaire régionale et la compétition propre pour seize équipes qualifiées (un par Ligue régionale de football complété de trois équipes).
L'Étoile lavalloise Mayenne Futsal Club remporte la première édition chez l'UJS Toulouse (5-5 t. a. b. 4-5) en lever de rideau de la finale de la Coupe de France 2023-24,.